# 秦南镇
秦南镇，是中华人民共和国江苏省盐城市盐都区下辖的一个乡镇级行政单位。

## 行政区划
秦南镇下辖以下地区：
砖桥社区、虹桥社区、虹园社区、亭湖村、凤翔村、南环村、贺家驿村、孙伙村、关陈村、三河村、灯塔村、秦北村、美满村、东方红村、秦兴村、富康村、宝奎村、千秋村、泾口村、南蒋村、雨生村、楚九村、江窑村、盛花村、红沥村、合兴村、陇尖村和福泉村。